# 닛산 로렐
닛산 로렐(Nissan Laurel)은 닛산의 중형 승용차이다. 차명인 로렐은 영어로 월계수를 의미한다. 일본의 첫 하이 오너형 승용차였으며, 밴 같은 상용 차종은 없던 닛산의 첫 번째 차종이었다.

## 1세대(C30)

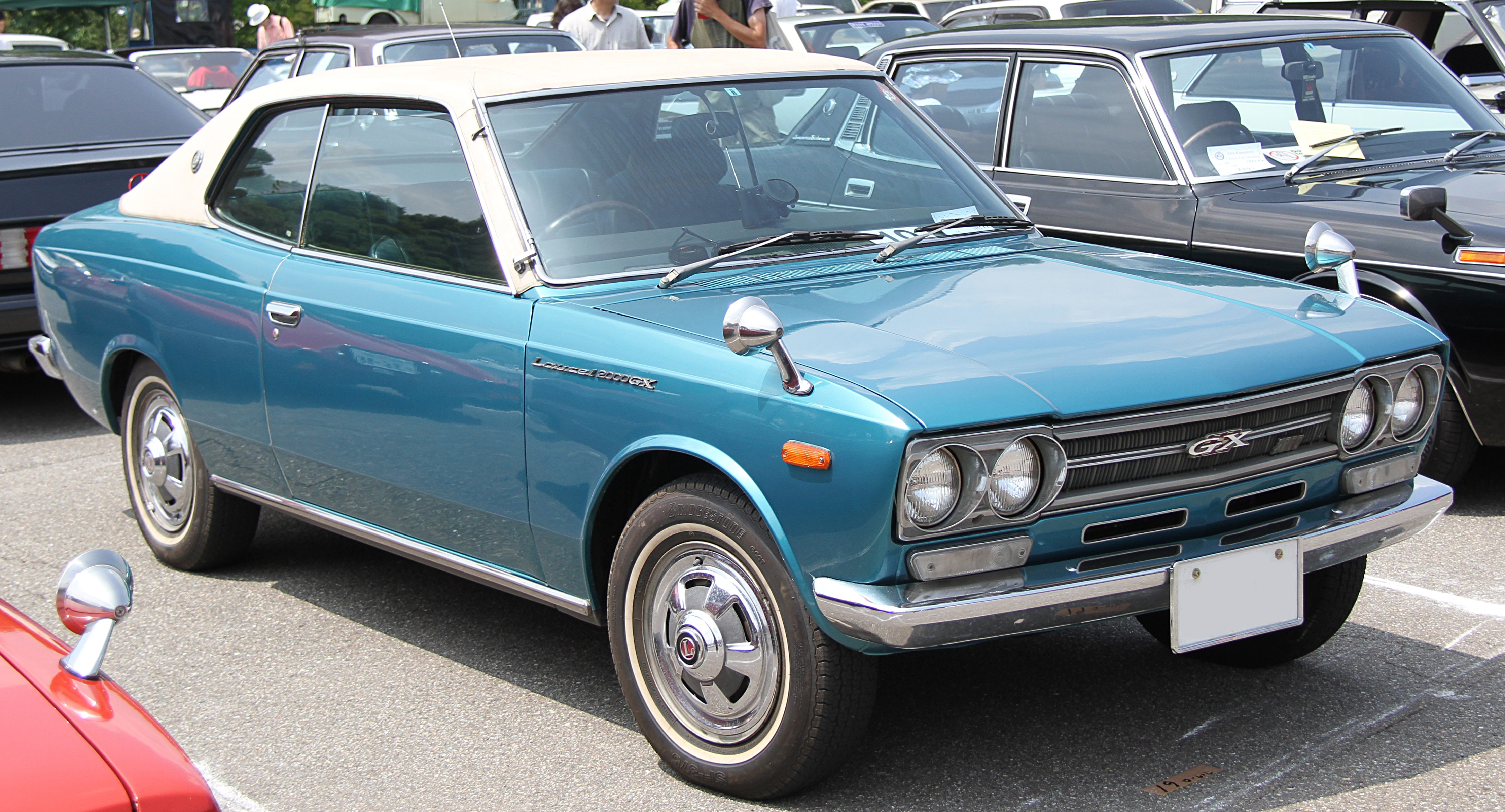
닛산 로렐 정측면

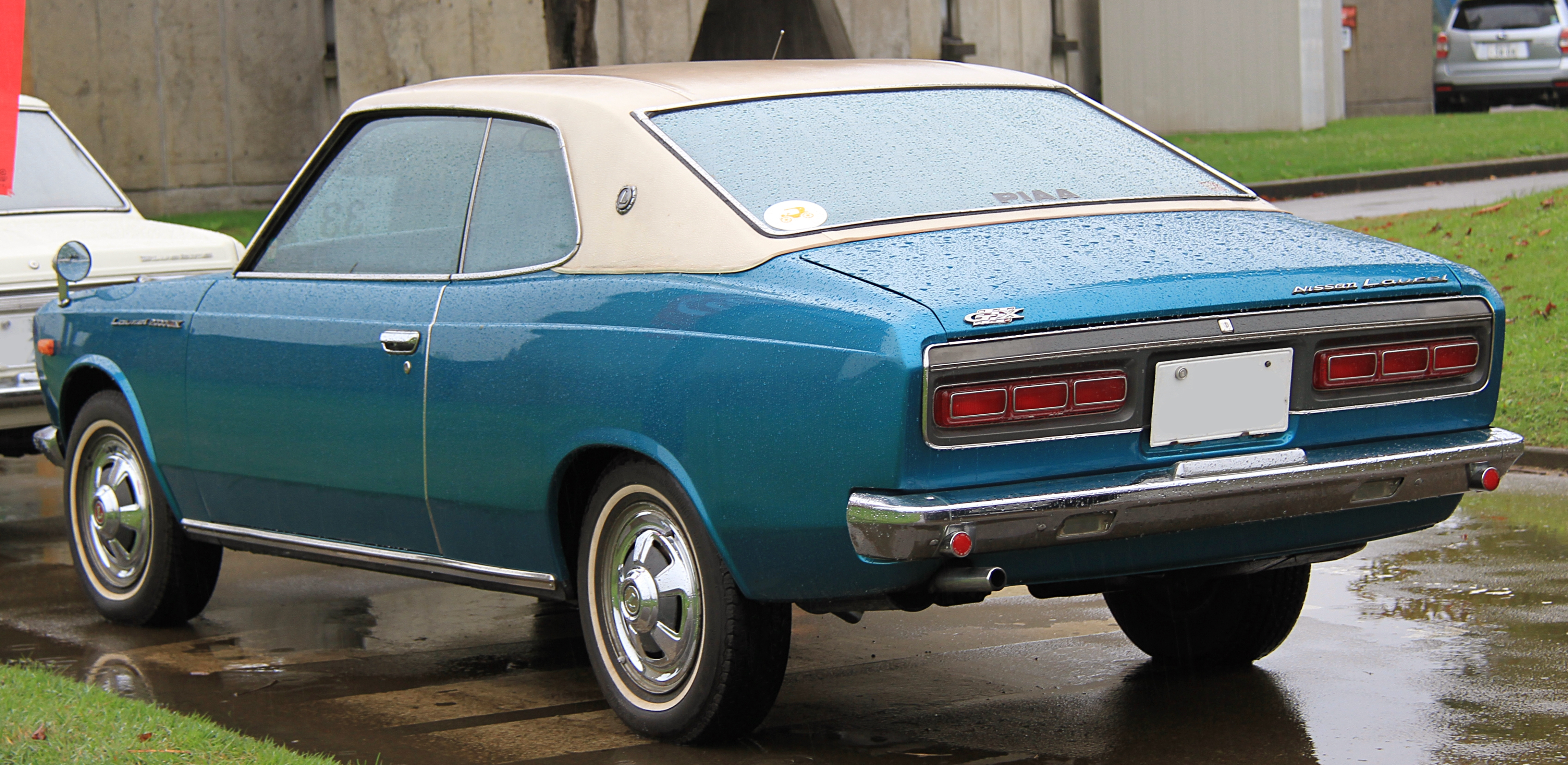
닛산 로렐 후측면

1968년 4월에 출시되었다. 블루버드(510)보다 윗급의 하이 오너형 승용차로 기획되었다. 개발 중에 닛산 자동차와 프린스 자동차가 합병함에 따라 프린스 자동차의 무라야마 공장에서 생산되었기 프린스 자동차가 만든 G18 엔진(직렬 4기통 SOHC 1,815cc)이 장착되었다. 1970년 2월에는 쿠페가 추가되었다. 닛산 자동차의 차종 중 처음으로 프레임리스 도어를 지녔고, G20 엔진(직렬 4기통 SOHC 1,990cc)도 장착되었다.

## 2세대(C130)

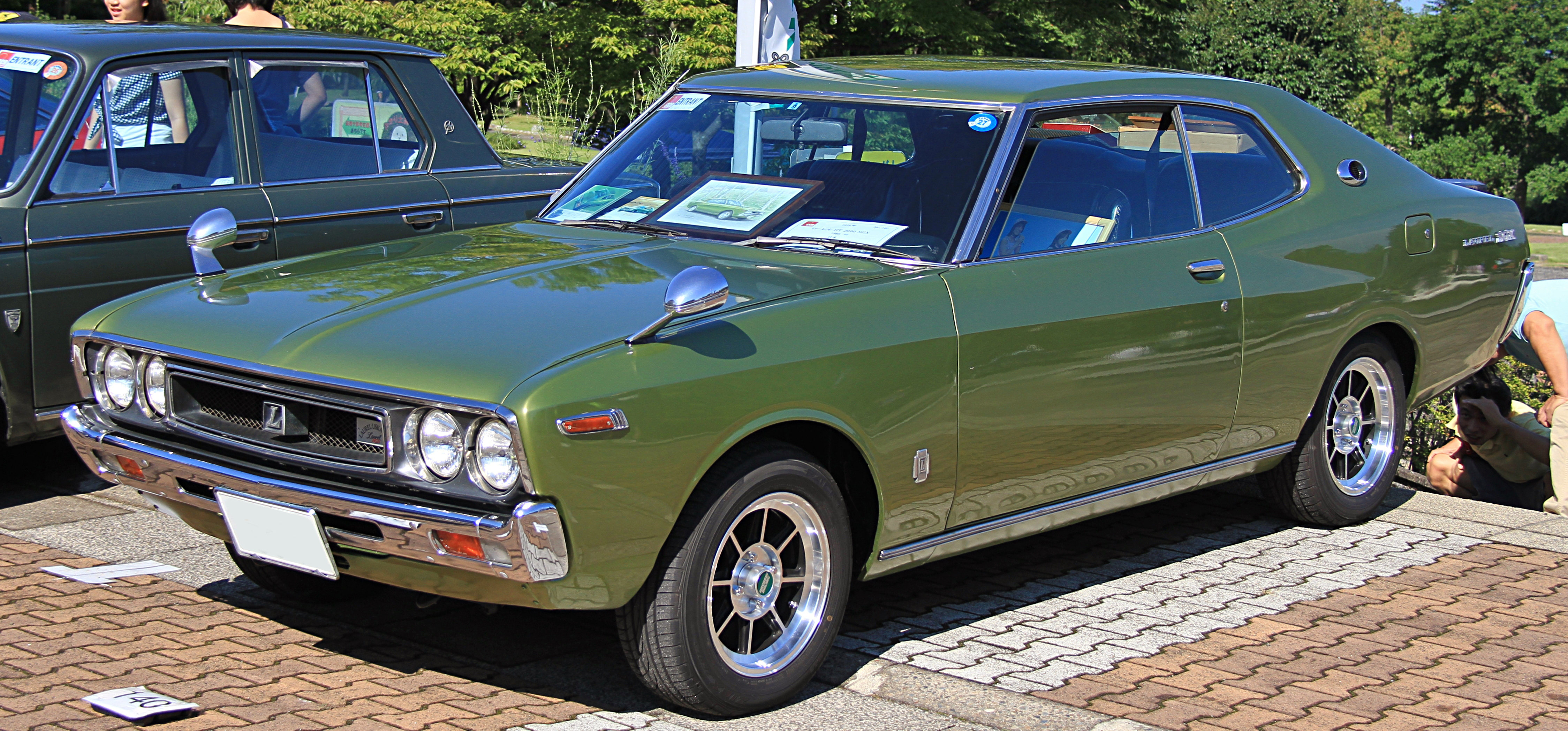
닛산 로렐 정측면

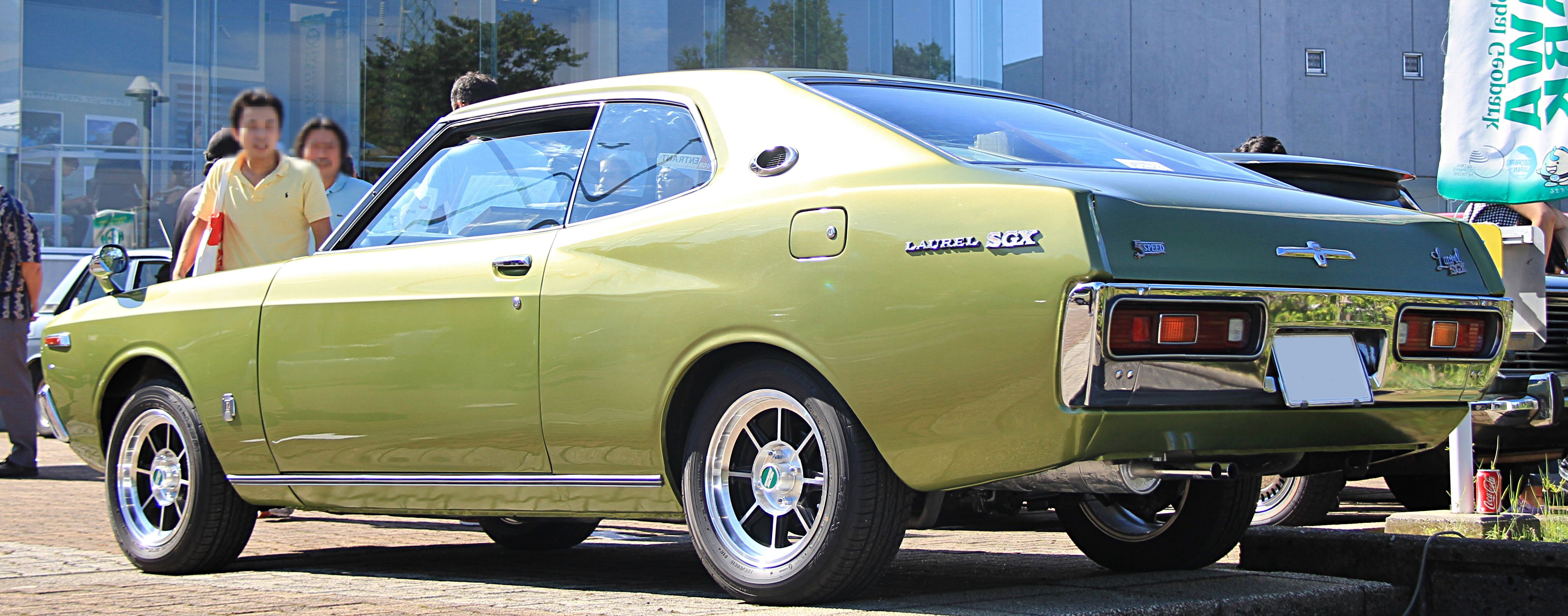
닛산 로렐 후측면

1972년 4월에 출시되었다. 쿠페의 리어 램프는 뒷 범퍼에 내장되어 색다른 느낌을 주었다.

## 3세대(C230)

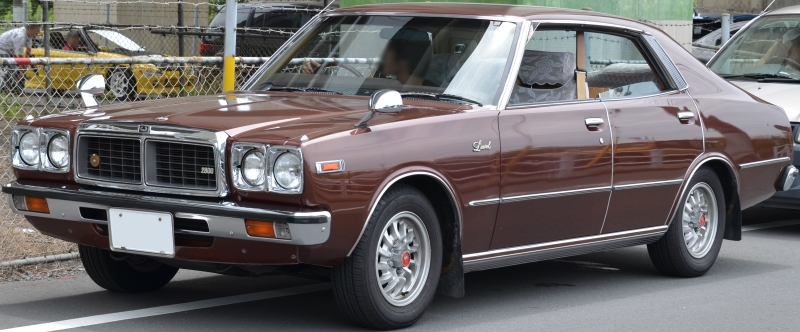
닛산 로렐(하드 탑) 정측면

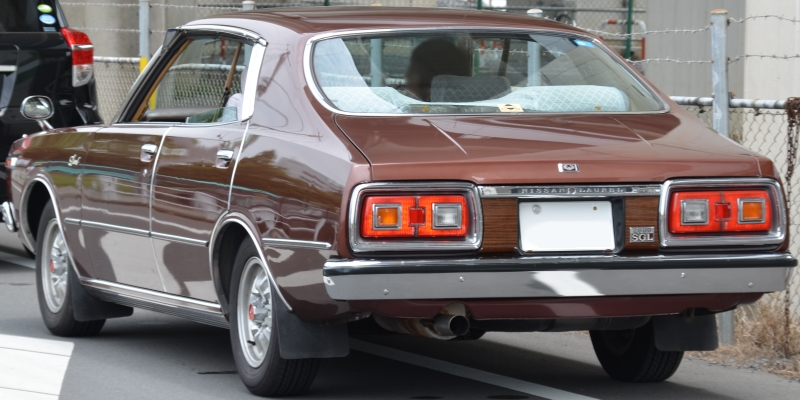
닛산 로렐(하드 탑) 후측면

더 중후함이 묻어나는 디자인이 강조되었다. 세단과 쿠페 외에 프레임리스 도어가 달린 하드 탑 세단도 등장하였다. 1978년 1월에는 발매 10주년 기념한 특별 한정 차에 진홍색 바디 컬러가 적용되었다. 1980년 2월에 하드 탑 세단에 전동식 선루프가 옵션으로 적용되었다.

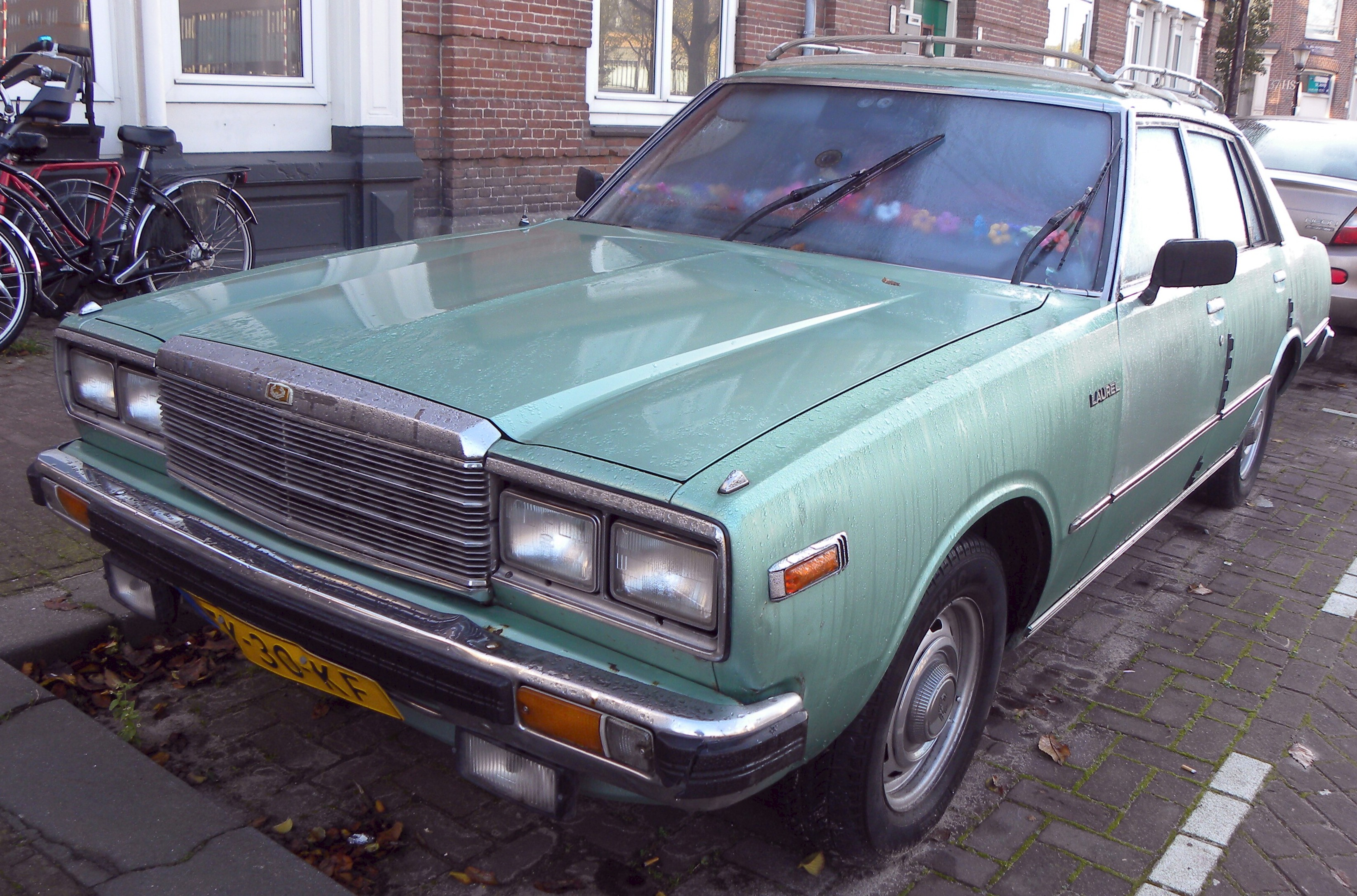
닛산 로렐 정측면
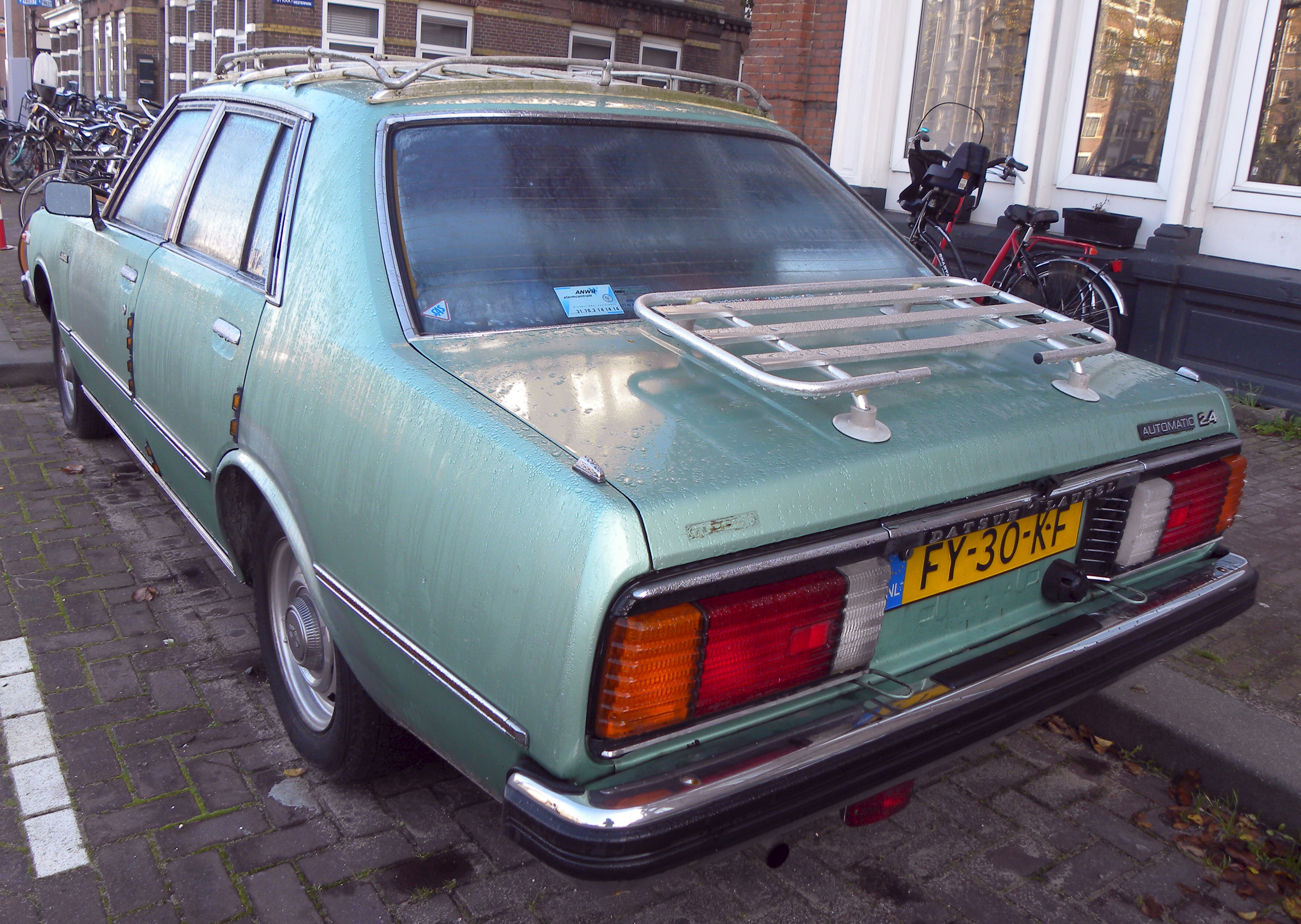
닛산 로렐 후측면

## 4세대(C31)

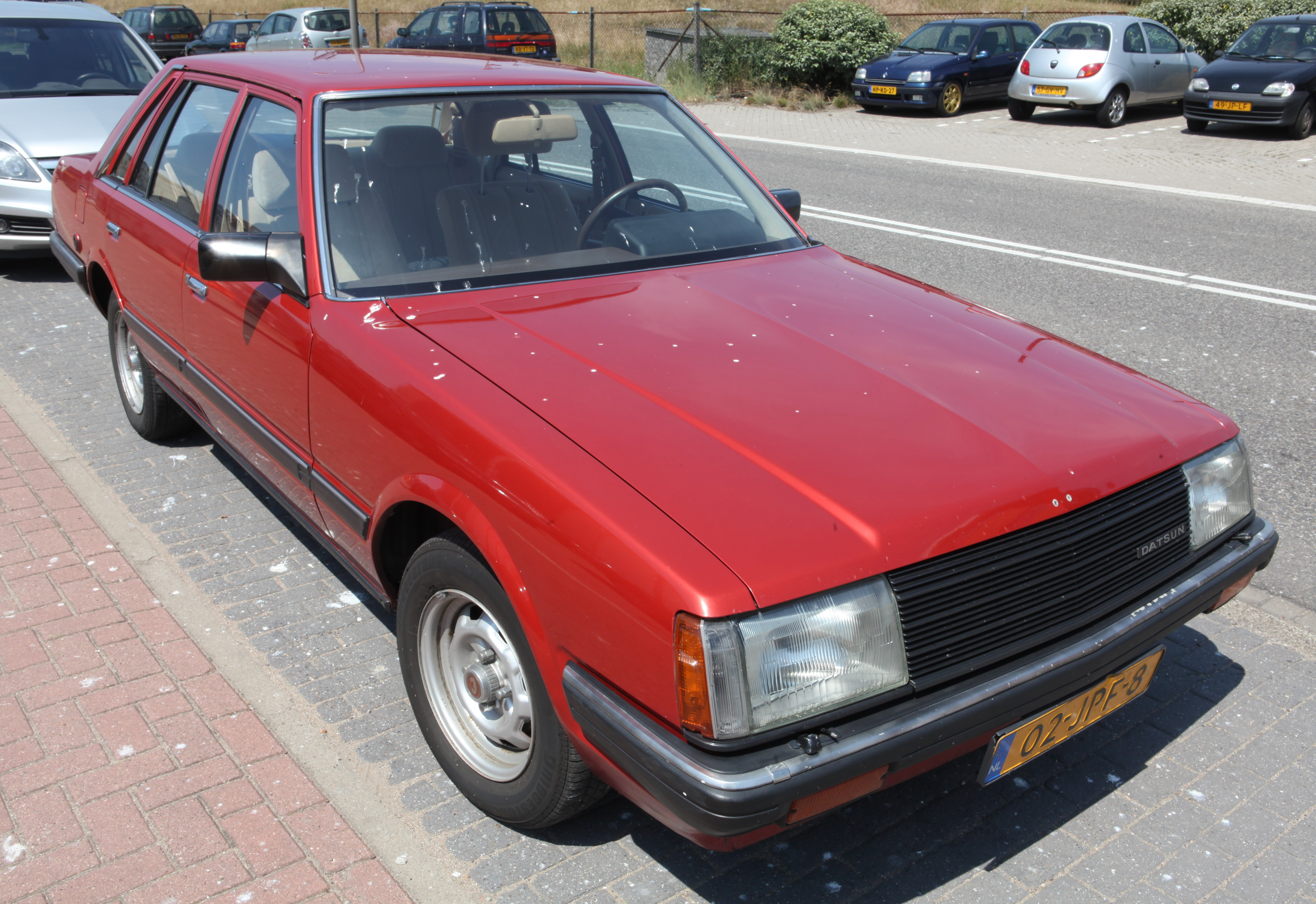
닛산 로렐 정측면

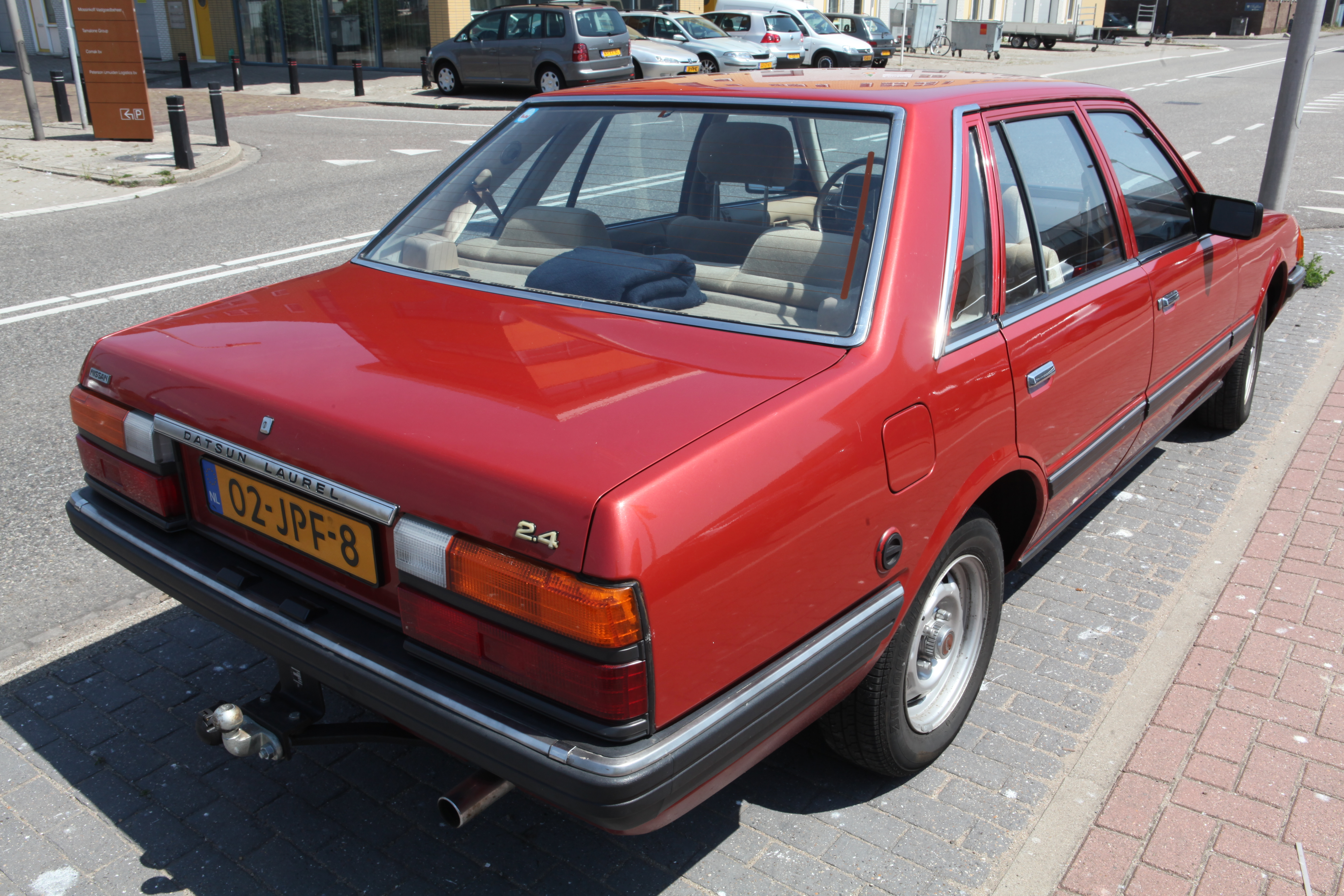
닛산 로렐 후측면

4세대부터 쿠페는 없어졌다. 하드 탑 세단의 공기 저항 계수(Cd)는 0.38을 기록하였으며, 유럽풍의 디자인이었다.

## 5세대(C32)

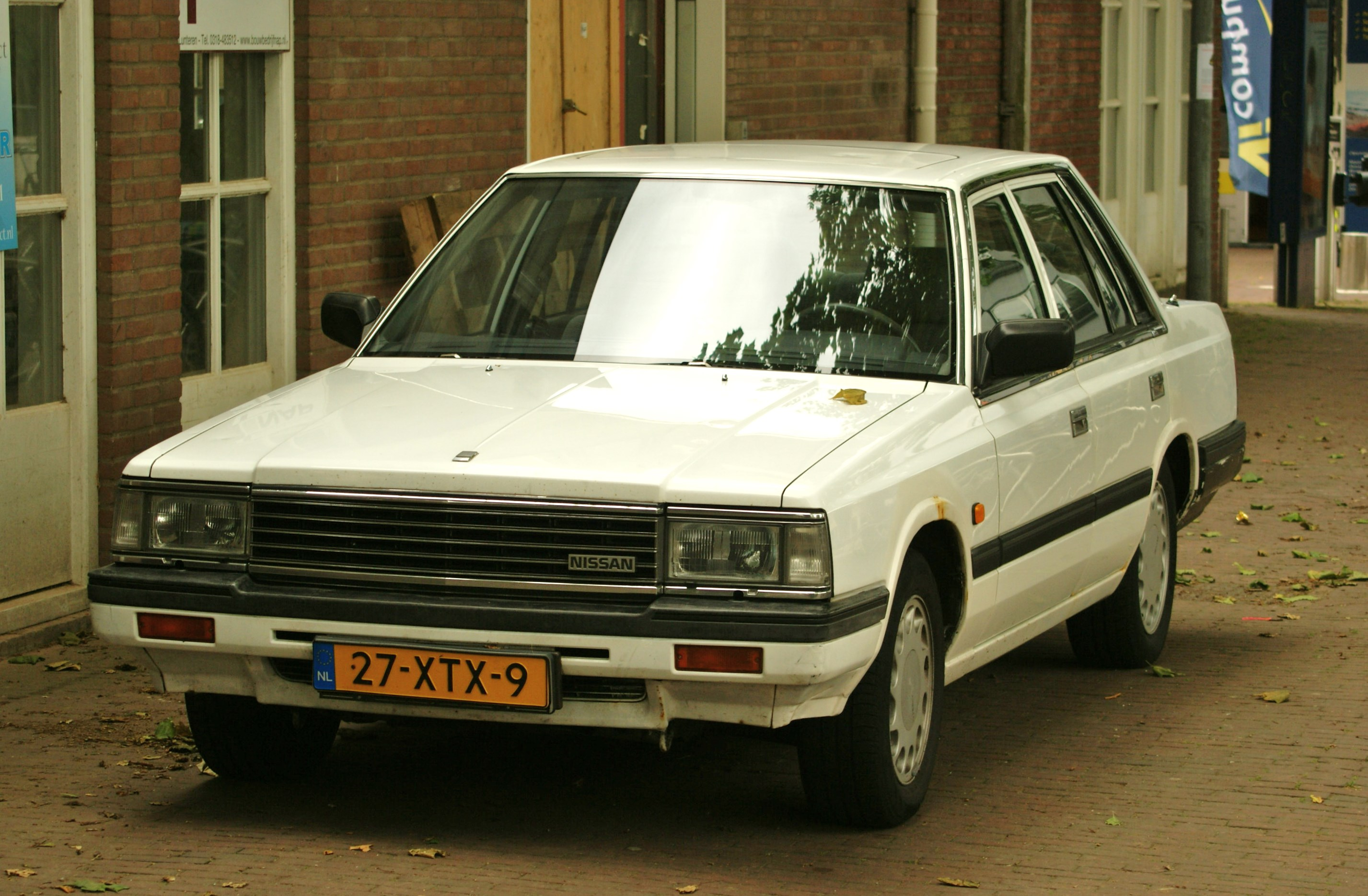
닛산 로렐 정측면

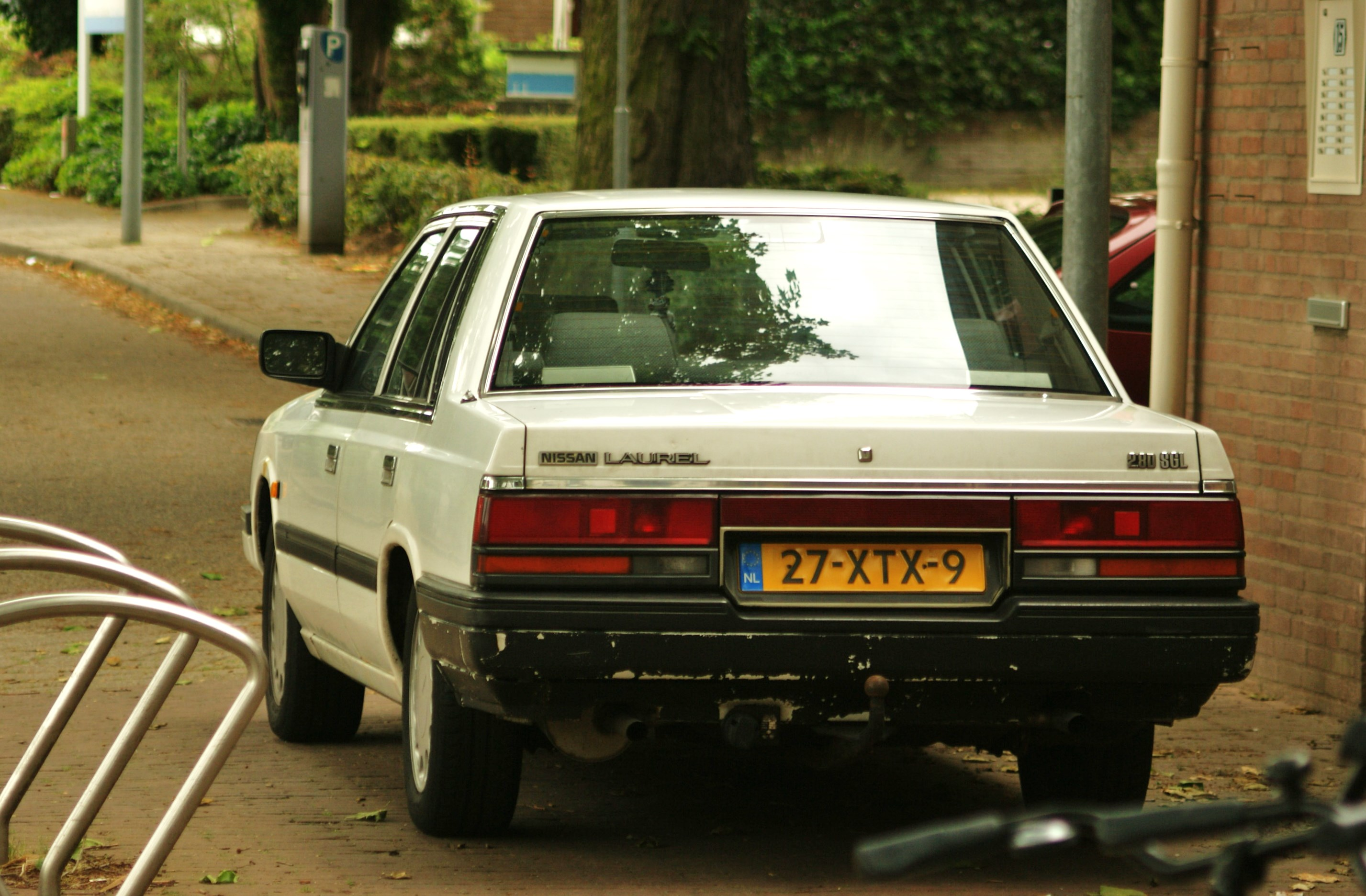
닛산 로렐 후측면

4세대가 유럽풍 디자인으로 인하여 고전하였기 때문에 앞 부분이 돌출된 미국풍 디자인으로 바뀌었다. 세계 최초로 전동 접이식 사이드 미러가 적용되었다. 일본 국외로의 수출 차명은 그동안의 닷선 브랜드에서 일본 내수명과 같은 닛산 로렐로 바뀌었으나, 5세대에서 수출은 마지막이 된다.

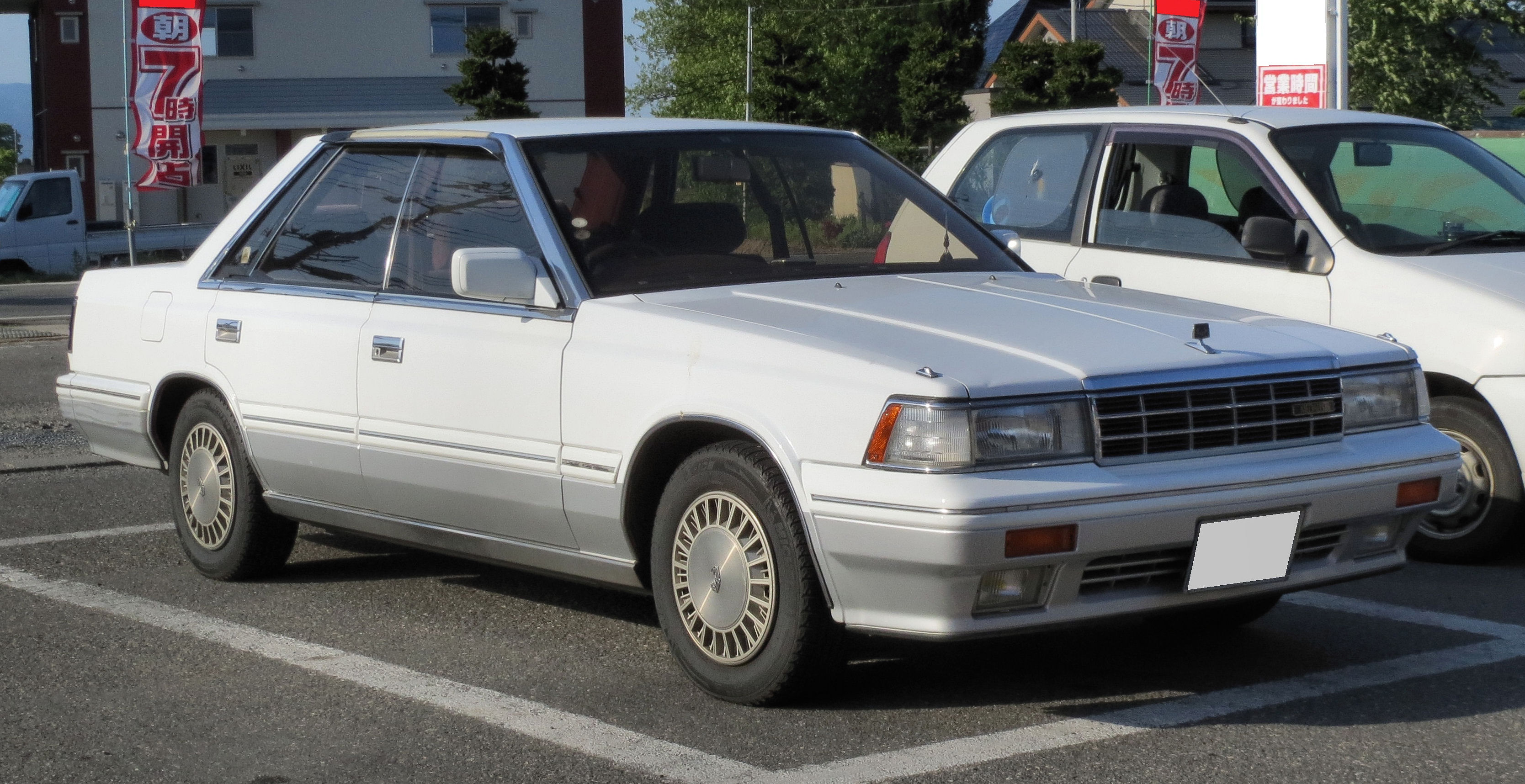
닛산 로렐(하드 탑) 정측면
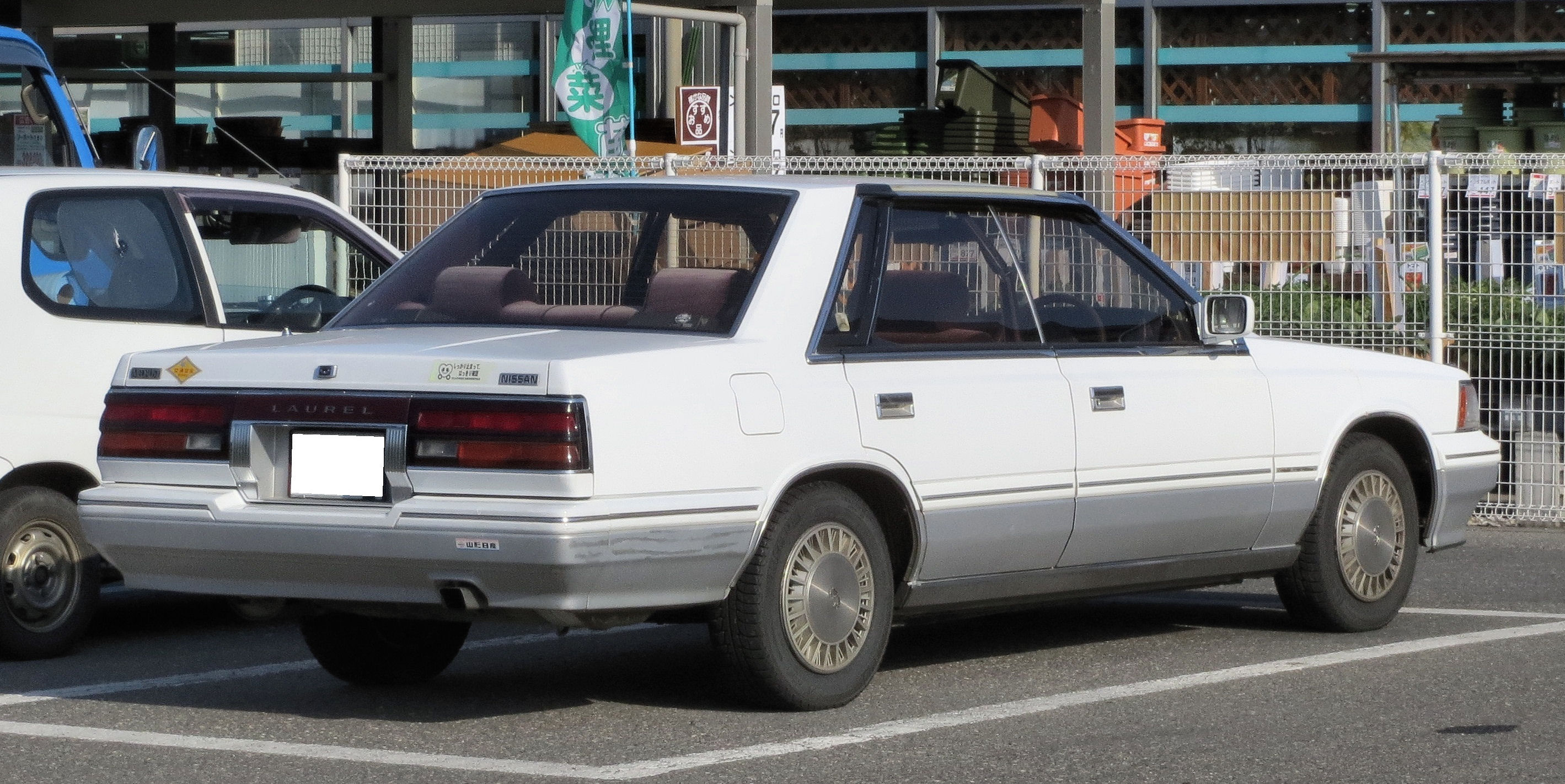
닛산 로렐(하드 탑) 후측면

## 6세대(C33)

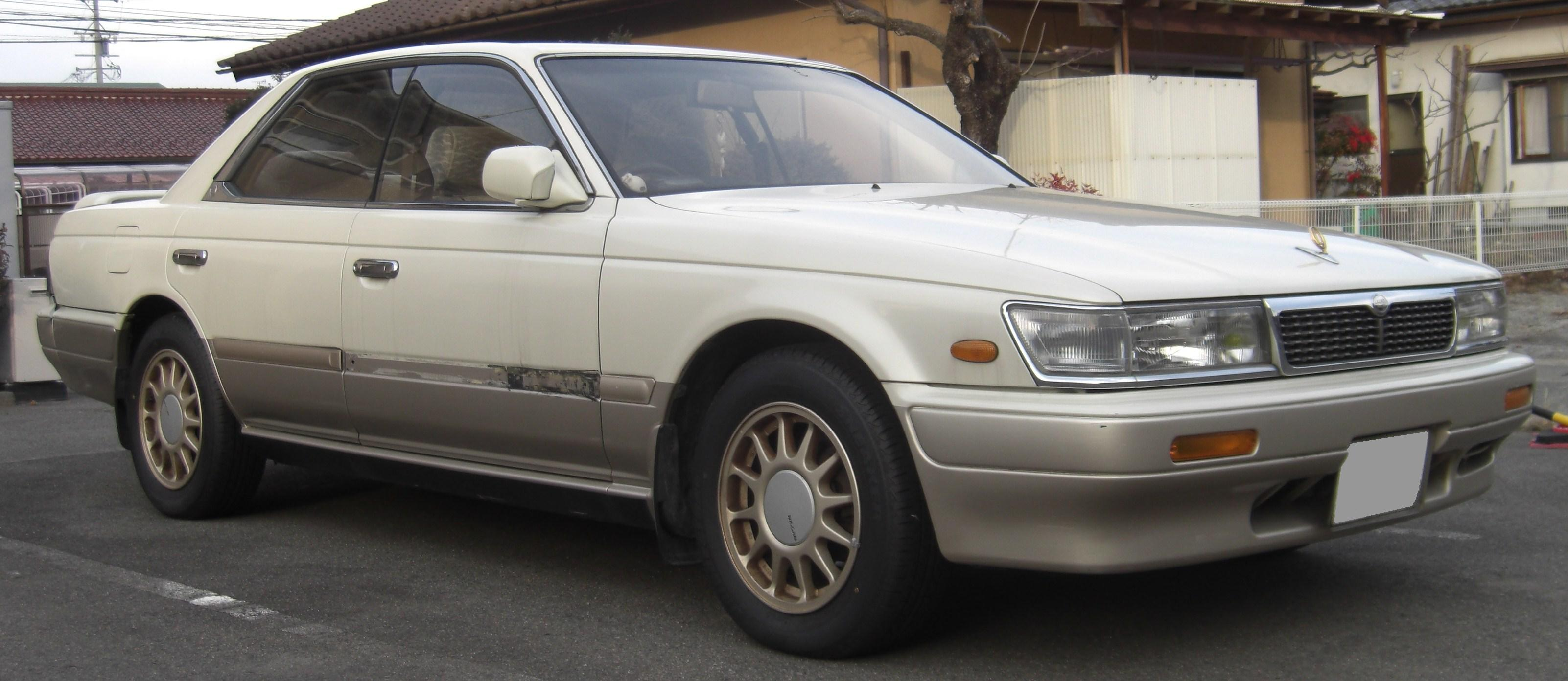
닛산 로렐 정측면

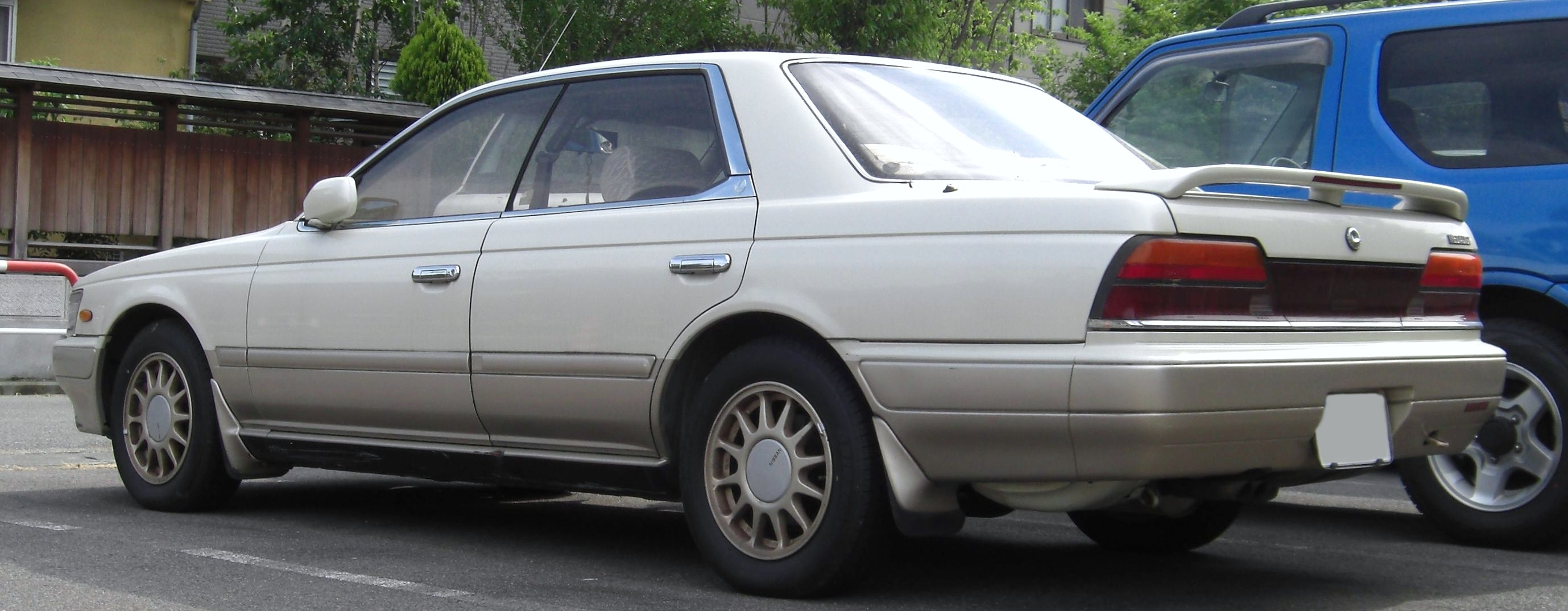
닛산 로렐 후측면

하드 탑 세단만 남았다. 낮은 전고는 실내 공간에 영향을 주어 성인 4명이 장시간 승차에 견딜 수 있는 최소한의 크기가 확보되는 정도였다. 6세대부터는 일본 내수 전용 차종으로 바뀌었다. 주차 브레이크는 핸드 브레이크에서 풋 브레이크로 바뀌는 등 고급화를 꾀하는 등 4세대부터의 식은 인기를 만회하였다.

## 7세대(C34)

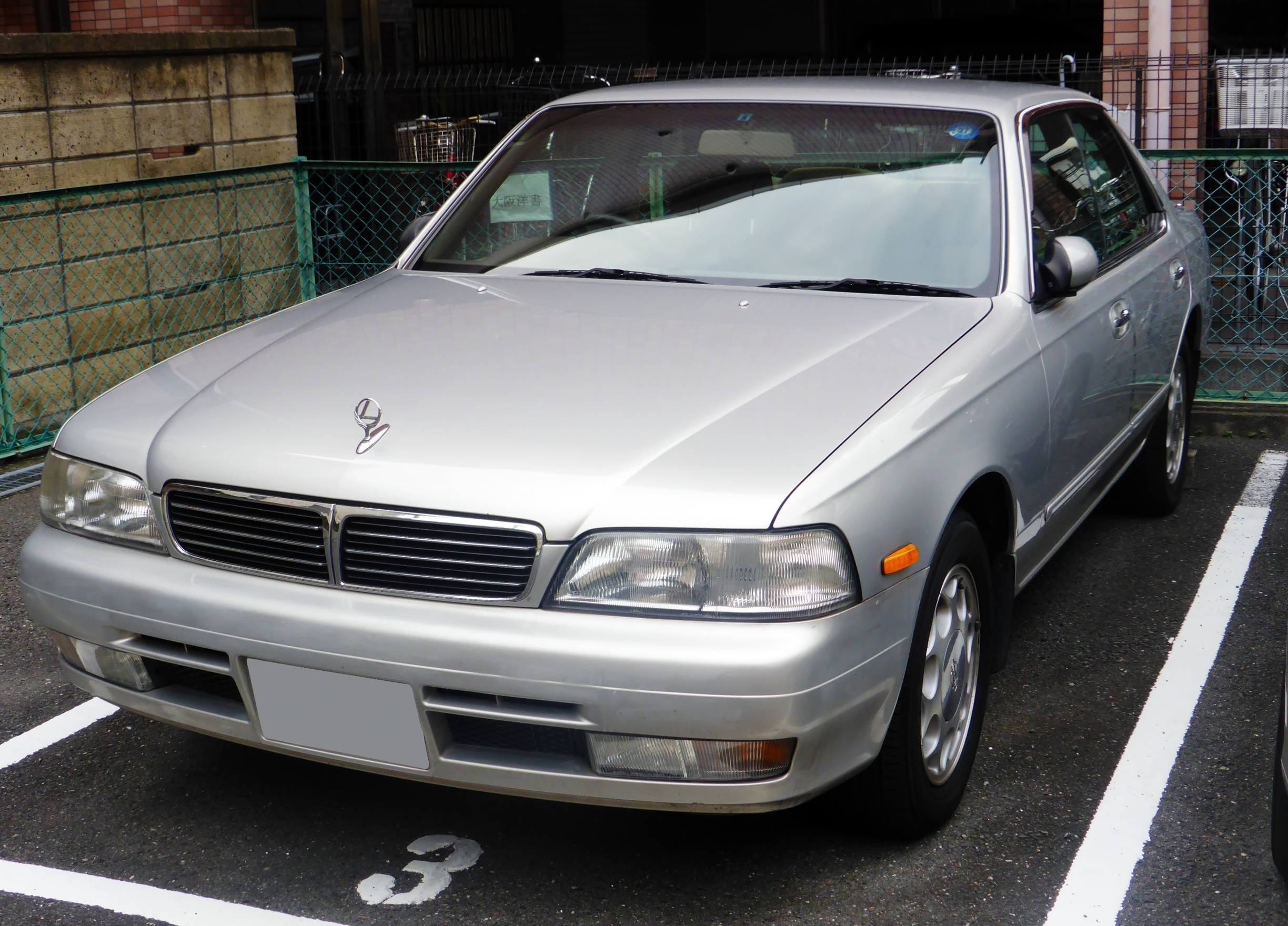
닛산 로렐 정측면

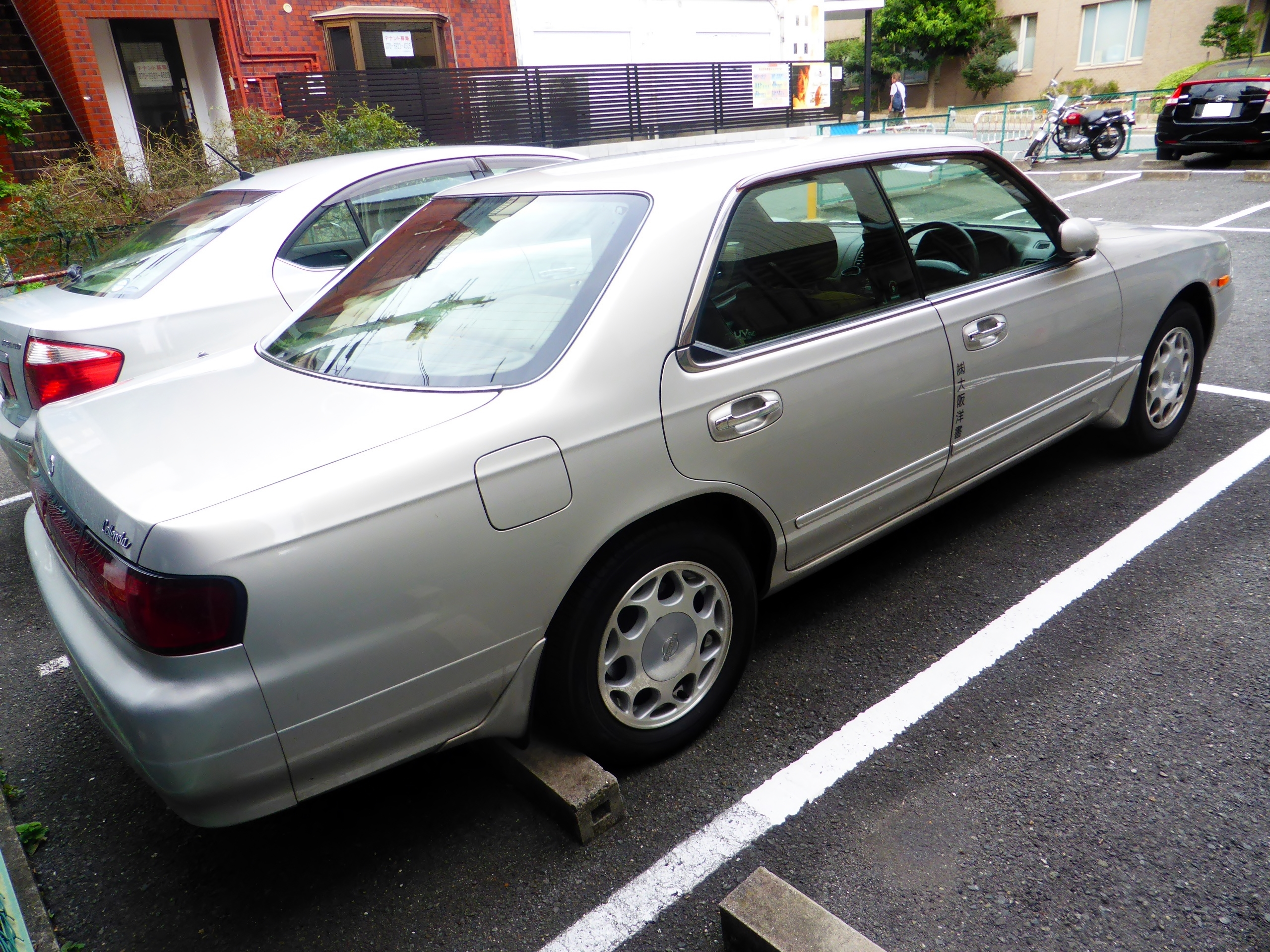
닛산 로렐 후측면

모든 트림의 전폭이 1,700mm를 넘어 3 넘버 차종으로 분류되었다. 여전히 하드 탑 세단이었으나, 측면 충돌 시의 안전성 확보를 위하여 그동안 없었던 B 필러가 더해졌다. 실내 공간이 크게 개선되었다. 1994년 9월에 운전석 에어백이 모든 트림에 기본 적용되고, 역대 로렐 최초로 4륜구동이 추가되었다. 1996년 5월에는 조수석 에어백도 모든 트림에 기본 적용되었다.

## 8세대(C35)

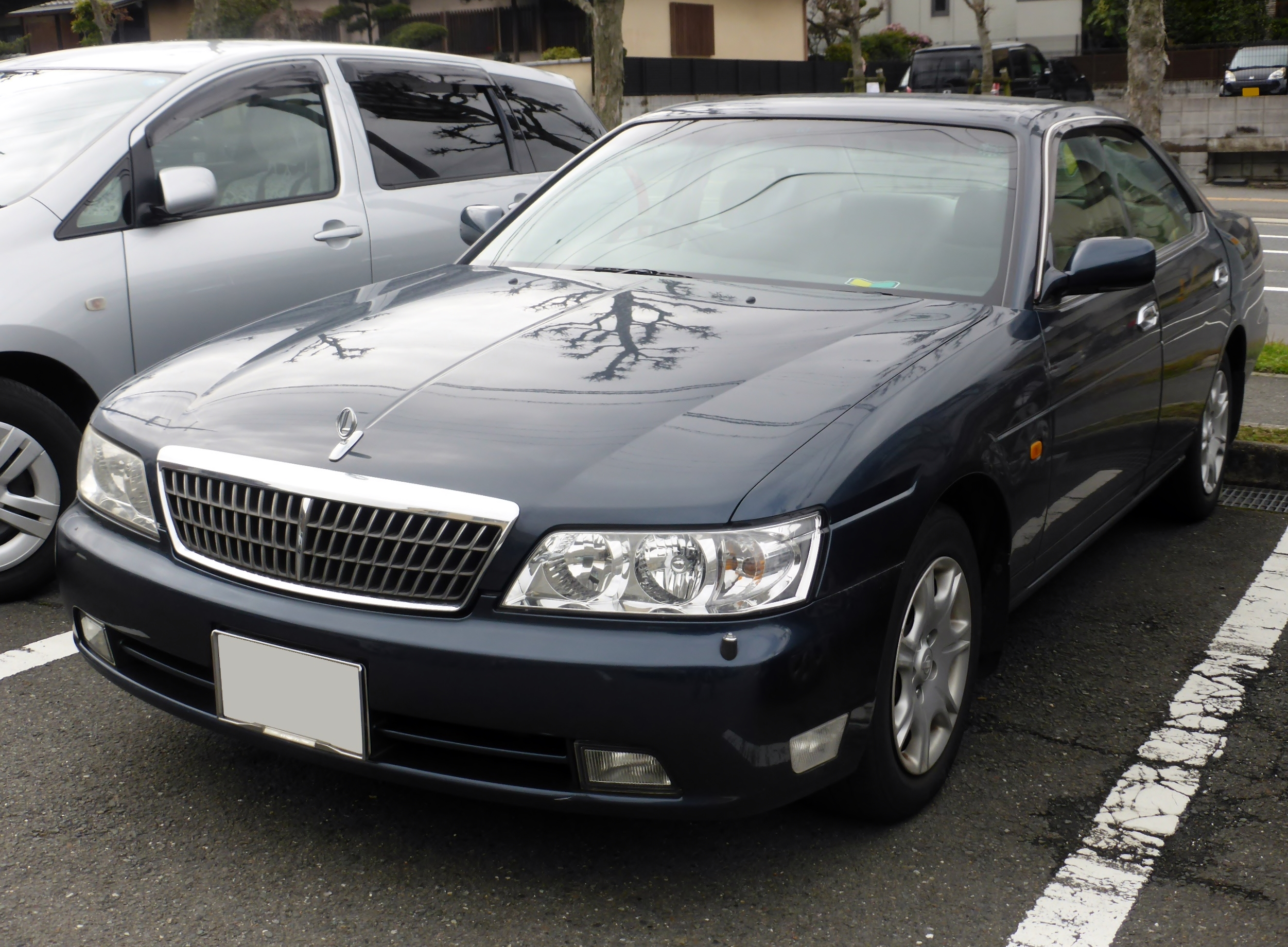
닛산 로렐 정측면

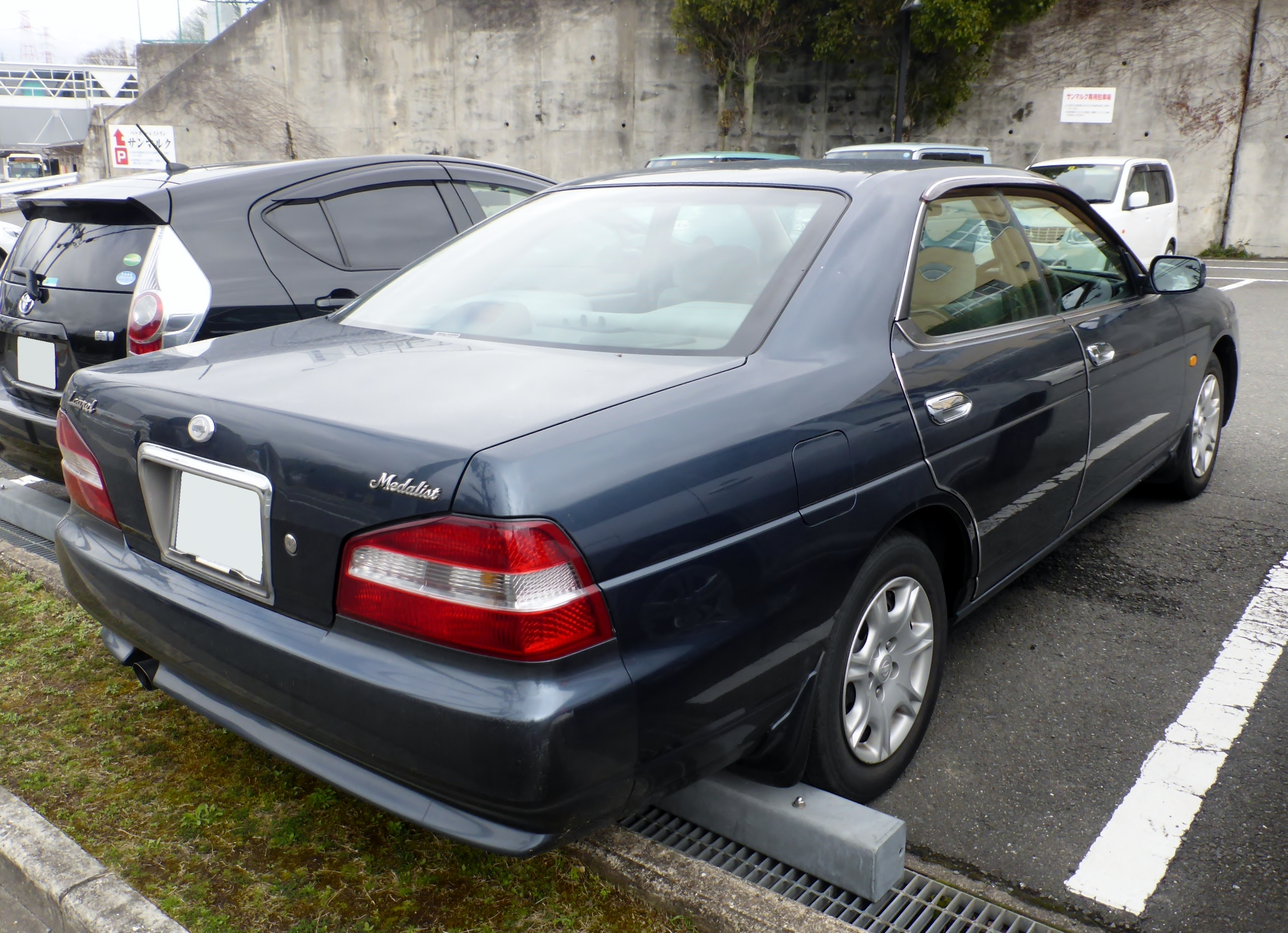
닛산 로렐 후측면

C 필러의 경사를 키워 다이내믹한 느낌을 강조하였다. 2000년 이후의 닛산의 자금 사정 악화로 인하여 차종 정리에 따라 2002년에 세피로에 통합되는 형식으로 단종되었다. 이후 2003년에 후속 차종인 티아나가 선보였다.

## 같이 보기
- 닛산 스카이라인
- 닛산 세피로
- 닛산 티아나
- 토요타 마크 II
- 닛산 노트